# Stefano Mordini
Stefano Mordini (Marradi, 10 de agosto de 1968) é um cineasta italiano que trabalha como diretor, produtor e roteirista.

## Biografia
Stefano Mordini nasceu na comuna de Marradi em 10 de agosto de 1968. Ingressou na indústria cinematográfica na década de 1990, atuando como produtor executivo e diretor, com a sociedade St/art, que produziu curtas-metragens, comerciais e documentários de Maria Martinelli. Seu primeiro trabalho de ficção, o curta I ladri, foi exibido no Festival Internacional de Veneza de 1996. Atrás das câmeras, dirigiu Paz '77 (2000), centrado na figura de Andrea Pazienza, e Arbitri, baseado no árbitro de futebol, ambos para a televisão por assinatura da época, TELE+. Além disso, dirigiu L'Allievo modello, um documentário apresentado no Festival de Buenos Aires.
Em 2005, Mordini dirigiu seu primeiro longa-metragem, intitulado Provincia meccanica, que competiu no Festival Internacional de Berlim e foi indicado ao Urso de Ouro. O filme recebeu também três indicações ao David di Donatello e duas ao Nastro d'Argento, incluindo melhor filme e melhor diretor estreante. A Enciclopédia Treccani descreveu a direção de Mordini no filme como uma "demonstração madura de sua habilidade em criar personagens psicologicamente complexos e desenvolver tramas intricadas e dinâmicas, enriquecidas por um aprofundamento sociológico".
Durante a década de 2010, Mordini dirigiu vários filmes nomeados aos prêmios David di Donatello e Nastro d'Argento, incluindo Acciaio (2012), Pericle il nero (2016) e Il testimone invisibile (2018). No ano de 2019, ele também dirigiu e escreveu o filme Lasciami andare, que encerrou o 77.º Festival Internacional de Veneza.